# Era una vita che ti stavo aspettando
Era una vita che ti stavo aspettando è il quinto singolo del cantante italiano Francesco Renga estratto dall'album Tempo reale, pubblicato il 24 aprile 2015.

## Descrizione
Il brano è stato composto da Ermal Meta, Antonio Filippelli e Andrea Regazzetti.

## Video musicale
Il videoclip ufficiale del brano, diretto da Gaetano Morbioli e pubblicato sul canale Vevo dell'artista il 24 aprile 2015, è stato girato sui tetti della città di Verona.

## Classifiche
| Paese  | Posizione più alta |
| ------ | ------------------ |
| Italia | 96                 |